# Ulsberg Station
Ulsberg Station (Ulsberg stasjon) er en tidligere jernbanestation på Dovrebanen, der ligger i Rennebu kommune i Norge.
Stationen blev åbnet officielt 20. september 1921 sammen med den sidste del af banen mellem Dombås og Støren. Stationen skulle egentlig have heddet Austberg, men den blev åbnet som Ulsberg. Den blev fjernstyret 24. juni 1968 og gjort ubemandet 1. oktober 1970. Betjeningen med persontog blev indstillet 28. maj 1989 men genoptaget fra 29. august 1993 til 11. juni 2000. Derefter har stationen fungeret som fjernstyret krydsningsspor.
I en kort periode fra 15. december 1917 blev stationen drevet provisorisk, efter at strækningen mellem Gisna og Berkåk var gjort færdig.